# آستیه
آستیه (به فرانسوی: Astillé) یک کمون در فرانسه است که در ماین واقع شده‌است. آستیه ۲۰٫۷۳ کیلومتر مربع مساحت دارد ۱۱۸ متر بالاتر از سطح دریا واقع شده‌است.